# Aasgeier (1982)
Aasgeier (Originaltitel: Dögkeselyű; Alternativtitel: Der Aasgeier beziehungsweise The Vulture) ist ein ungarischer Kriminalfilm von Ferenc András aus dem Jahr 1982.

## Handlung
Der Taxifahrer József Simon wird während einer Fahrt von zwei älteren gut gekleideten Damen, die Taschendiebinnen sind, um 10.000 Forint bestohlen. Mit diesem Geld wollte er eigentlich Schulden zurückzahlen. Da ihm die Geschichte nicht so recht geglaubt wird und die Polizei nicht in der Lage ist, die Diebinnen ausfindig zu machen, versucht er den Fall auf eigene Faust zu lösen.

## Produktion und Veröffentlichung
Das Drehbuch zum Film schrieb Ferenc András auf der Grundlage eines Romans von Miklós Munkácsi (1941–2021). Die Filmmusik zum Film komponierte György Kovács (* 1942).
Der Film Dögkeselyű wurde bei den Internationalen Filmfestspielen Berlin im Jahr 1983 aufgeführt und gilt als einer der ersten Actionfilme Ungarns. Alternative Festivaltitel waren Der Aasgeier beziehungsweise The Vulture.
Premiere in der DDR war der 19. August 1983. Der Film kam dort in den Verleih von Progress. Im DDR-Fernsehen war Aasgeier am 1. Juni 1985 zu sehen (DFF 1). In der BRD kam András’ Regiearbeit am 12. Januar 1987 ins Kino. Eine Fernsehausstrahlung im ZDF folgte am 20. Juli 1988.

## Auszeichnungen
Auf der Berlinale 1983 erhielt Regisseur András den Leserpreis der Berliner Morgenpost.